# أو سو-جونغ
أو سو-جونغ هو سياسي كوري شمالي، ولد في 1944 في بيونغيانغ في كوريا الشمالية. نشط حزبياً في حزب العمال الكوري. وقد انتخب member of the Politburo of the Workers' Party of Korea ‏ وانتخب Vice Chairman of the Workers' Party of Korea ‏.